# Hauteville (Ain)
Hauteville is een plaats in het Franse departement Ain in de gemeente Plateau d'Hauteville. De plaats maakt deel uit van het arrondissement Belley.

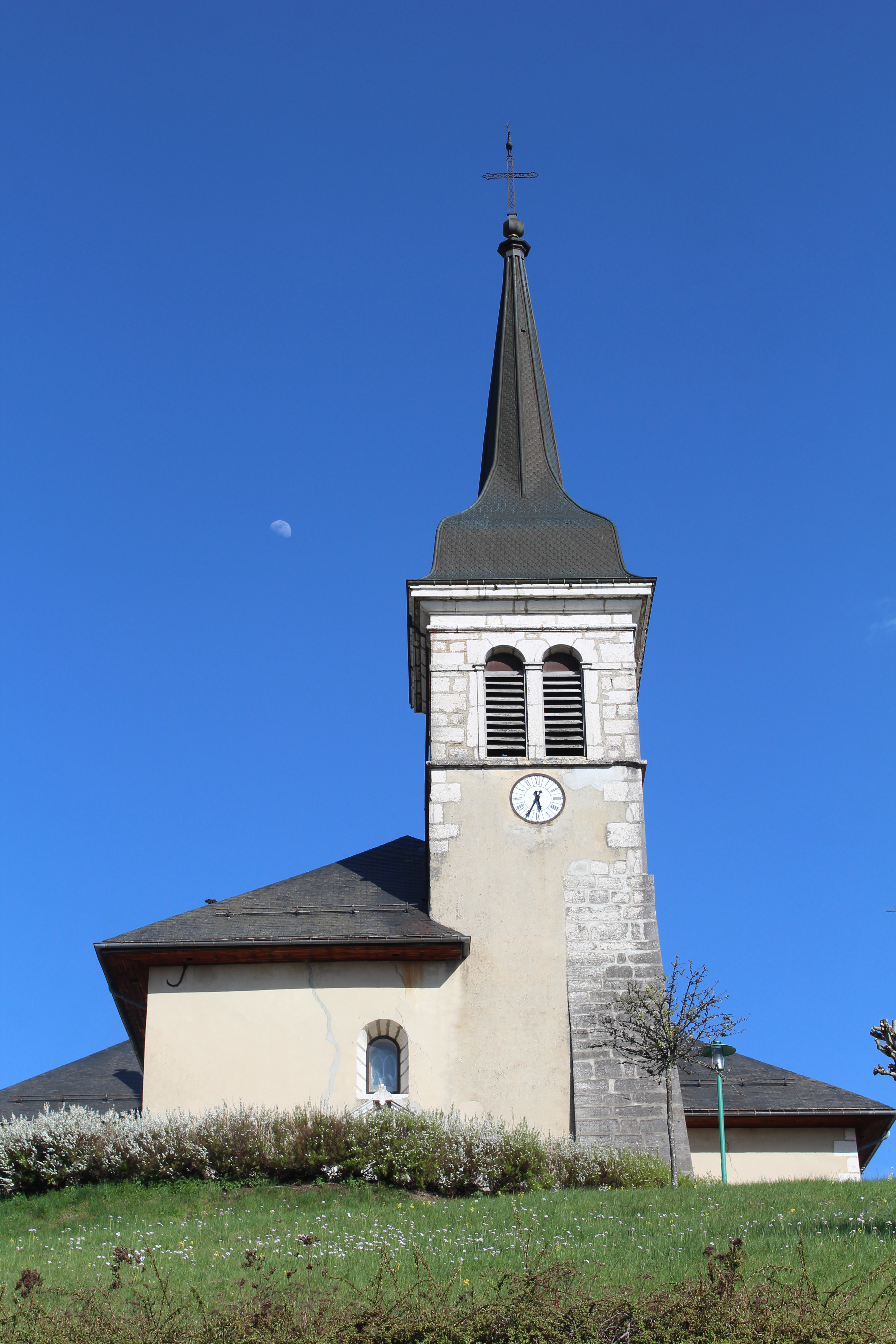
De kerk van Hauteville

## Geschiedenis
Op 1 augustus 1942 fuseerde de gemeente met Lompnes tot de gemeente Hauteville-Lompnes. Deze gemeente fuseerde op 1 januari 2019 met Cormaranche-en-Bugey, Hostiaz en Thézillieu tot de commune nouvelle Plateau d'Hauteville. Het gemeentehuis van de voormalige gemeente Hauteville-Lompnes en de huidige gemeente Plateau d'Hauteville bevindt zich in Hauteville.

## Geboren in Hauteville
- Roger Pingeon (1940-2017), wielrenner

Cormaranche-en-Bugey · Hauteville · Hostiaz · Lacoux · Longecombe · Lompnes · Thézillieu